# Шостак Віра Іванівна
Віра Іванівна Шостак (нар. 23 червня 1938, село Масківці, тепер Баришівського району Київської області) — українська радянська діячка, доярка радгоспу імені Комінтерну Баришівського району Київської області. Депутат Верховної Ради УРСР 9—10-го скликань.

## Біографія
Освіта середня.
З 1957 року — телятниця, з 1958 року — доярка, з 1973 року — майстер машинного доїння радгоспу імені Комінтерну Баришівського району Київської області.
Член КПРС з 1977 року.
Потім — на пенсії в селі Масківцях Баришівського району Київської області.

## Нагороди
- ордени
- медалі